# Höga Kusten Flyg
Höga Kusten Flyg est une compagnie aérienne régionale suédoise créée en octobre 2007 par des entreprises d'Örnsköldsvik. Elle effectue des rotations journalières entre l'aéroport d'Örnsköldsvik et Arlanda depuis janvier 2008. Höga Kusten Flyg utilise des avions du type Saab 2000.